# Briccius (Patron)

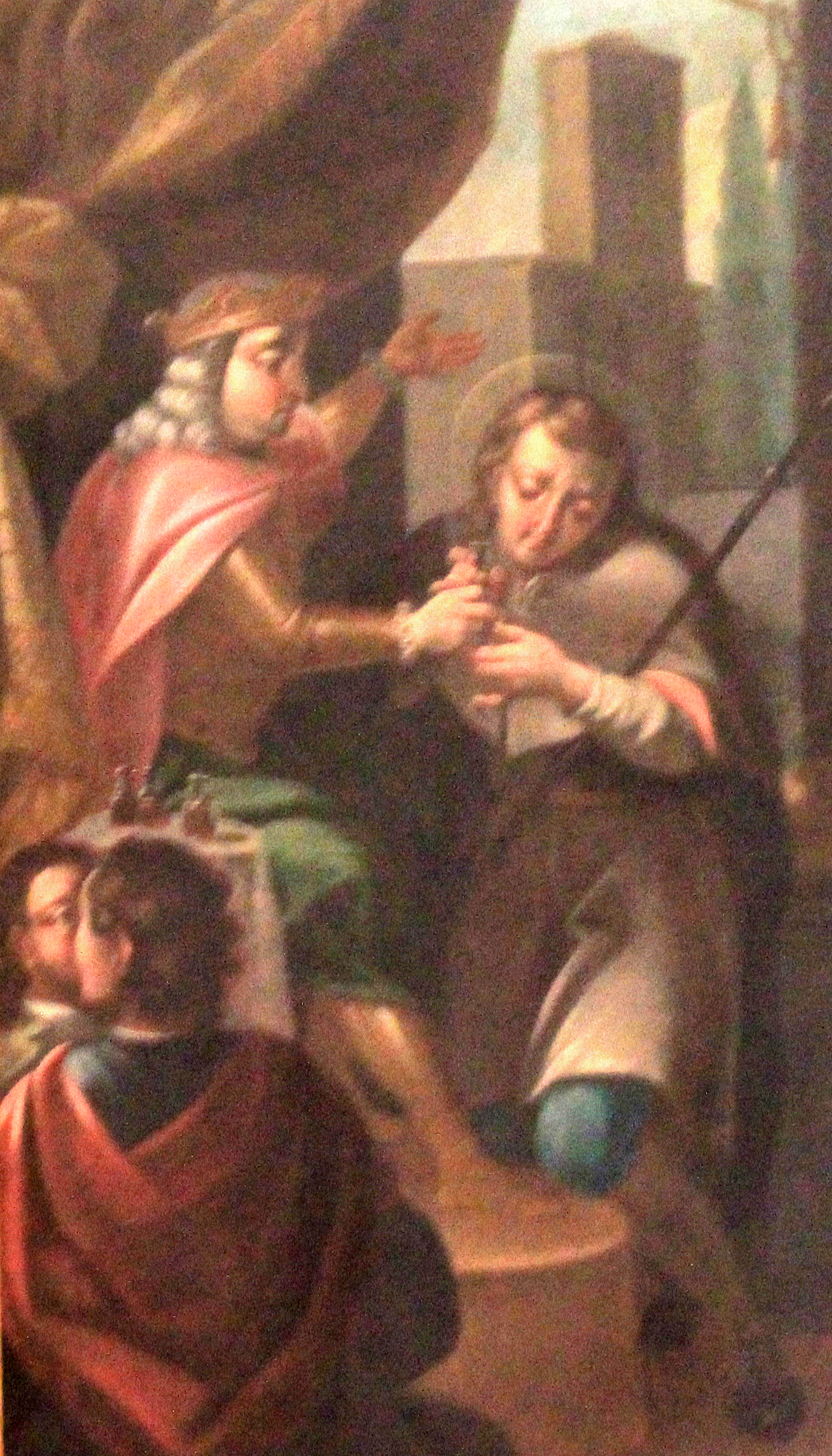
Briccius erhält vom Kaiser das Fläschchen, Gemälde in der Pfarrkirche Heiligenblut

Der legendenhafte Briccius († 914) ist eine vermutlich rein fiktive Person, die vor allem im Umland der Kärntner Gemeinde Heiligenblut am Großglockner in Österreich wie ein Heiliger verehrt wird. Er soll je nach Version entweder Däne oder Salzburger gewesen sein und in Konstantinopel als Soldat gedient haben. Von dort brachte er das Heilige Blut mit, das der heutigen Gemeinde ihren Namen gab und in der örtlichen Pfarrkirche verwahrt wird. Auch sein Grab befindet sich in der Pfarrkirche. Mehrere Ansuchen um Selig- oder Heiligsprechung des Briccius lehnte die Kirche im 18. Jahrhundert wegen fehlender Beweise ab. Dennoch gilt er lokal im oberen Mölltal als Heiliger und sein Grab sowie das Heilige Blut sind Ziel von Wallfahrten.

## Legenden
Über Briccius gibt es mehrere Legenden, die sich teilweise unterscheiden. Mit historischen Quellen lässt sich Briccius allerdings nicht nachweisen. Der bekanntesten Legende nach war er ein dänischer Prinz oder Adeliger, der als Knabe zusammen mit seinem Vater nach Konstantinopel zog, da sich sein Vater dem griechischen Heer anschloss, um gegen die Sarazenen zu kämpfen. Sein Vater starb aber bereits kurze Zeit nach ihrer Ankunft und der nun verwaiste Briccius wurde vom Feldherrn Andronikos Dukas aufgezogen. Durch seine Tugend und seine Taten in den byzantinischen Feldzügen soll Briccius bald die Gunst und das Vertrauen des Kaisers Basileios I. gewonnen haben. Er rettete auch die Kaisertochter Eudoxia aus den Händen von Verführern. Einer späteren Version der Legende nach war Briccius ein Salzburger Student, der als General unter Kaiser Konstantin VIII. diente, oder ein Däne, der zusammen mit drei Blutsbrüdern nach Konstantinopel zog.
Als Briccius aber erkannte, dass am Kaiserhof der christliche Glaube und die Tugend nicht mehr geachtet wurden, bat er Kaiser Leo VI. um seine Entlassung. Der Kaiser war davon jedoch nicht begeistert, weshalb Briccius vorgab, nach Dänemark zurückkehren zu wollen, um das Christentum zu verbreiten. Das besänftigte den Kaiser und er bot ihm ein frei zu wählendes Abschiedsgeschenk an. Auf Vorschlag der Kaisertochter bat Briccius um das Fläschchen mit einem Tropfen des Heiligen Blutes, das in der Sophienkirche aufbewahrt wurde. Das Blut stammte aus einem Kruzifix der Kirche, das von einem Juden oder Christen mit einem Messer geschändet worden sein sollte. Der Patriarch von Konstantinopel übergab die Reliquie nur widerwillig auf Befehl des Kaisers. In einer anderen Version musste Briccius das richtige Fläschchen aus drei Möglichkeiten wählen, wobei er auf einen Rat hin dasjenige nahm, auf dem sich keine Fliege niederließ. Briccius zog als Pilger verkleidet über Seitenstraßen gegen seine Heimat, weil er die Verfolgung durch die Griechen fürchtete, die das Fläschchen zurückfordern könnten. Das Fläschchen selbst versteckte er in einer Wunde an einer seiner Waden, die er mit Erde bedeckte und die sich daraufhin verschloss. In einer Version der Legende ließ der Kaiser Briccius verfolgen, um die Reliquie zurückzubekommen.
So kam Briccius bis zu den Alpen und wollte nach Salzburg gelangen. Beim Anstieg eines Passes über die Tauern oberhalb des heutigen Ortes Heiligenblut im Winter 914 starb er aber in einem Schneesturm oder durch eine Lawine. Einheimische fanden zu Weihnachten seine Leiche, da sie drei Weizenähren aus dem Schnee ragen sahen. Durch eine Schriftrolle, die Briccius bei sich trug, konnte er identifiziert werden. Die Leiche sollte auf dem örtlichen Friedhof bestattet werden, aber die Ochsen, die den Leichenwagen zogen, blieben an einer Stelle stehen und weigerten sich weiterzugehen. Die Einwohner deuteten das als göttliches Zeichen und begruben Briccius an dieser Stelle. Nach einiger Zeit sahen sie einen Fuß des Toten aus dem Grabhügel ragen. Dreimal wurde der Fuß erneut begraben, ragte aber immer wieder aus dem Grab hervor. Erst beim dritten Mal betrachteten die Bewohner den Fuß genauer und entdeckten unter einem Verband in einer Fleischwunde das Fläschchen mit dem Heiligen Blut. An der Grabstätte des Briccius wurde eine Kapelle zur Aufbewahrung des Blutes errichtet, aus der 1491 die heutige Pfarrkirche Heiligenblut entstand. In deren Unterkirche steht sein Grabmal. Am Auffindungsort seiner Leiche wurde die Bricciuskapelle erbaut.

## Verehrung und Versuche der Heiligsprechung
Briccius und das von ihm mitgebrachte Heilige Blut wurden spätestens im Mittelalter im oberen Mölltal verehrt und die Reliquie zog zahlreiche Wallfahrer an. Die Legende des Briccius war laut einem Salzburger Visitationsprotokoll, aus dem das Jahr 1615 hervorgeht, bereits zu jener Zeit bekannt und mehrfach niedergeschrieben worden. Diese älteren Fassungen haben sich allerdings nicht erhalten. Die älteste erhaltene Version der Legende schrieb 1675 Albert Reichart, der spätere Abt des Stiftes St. Paul im Lavanttal, in seinem Werk Breviarium Carinthiae.
Im Jahr 1716 veröffentlichte Mathias Kleinmayr eine von der kirchlichen Obrigkeit nicht genehmigte Version der Legende als Büchlein. Es wurde 1721 vom Salzburger Consortium beschlagnahmt und den Priestern von Heiligenblut war es fortan untersagt, mit dem vom Vatikan nicht anerkannten Heiligen Blut den Segen zu erteilen. Außerdem sollte das Fläschchen verschlossen werden und nicht mehr für die Wallfahrer sichtbar sein. Diese Entscheidung wurde aber nach Beschwerden der Wallfahrer und dem starken Rückgang an Spenden für die Kirche am 1. September 1724 rückgängig gemacht. Georg Andree Aicher, Pfarrherr von Sagritz, schrieb 1729 eine als Briccius Redivivus bekannte Neufassung der Bricciuslegende.
Die Einwohner von Heiligenblut wandten sich 1729 in einem Schreiben an Papst Benedikt XIII., worin sie um die Öffnung des Bricciusgrabes baten, um eine Heiligsprechung zu ermöglichen. Der Papst leitete das Schreiben am 18. Juni 1729 an den Salzburger Erzbischof Leopold Anton von Firmian weiter, der daraufhin Franz Benedict Stibich, den Landrichter von Großkirchheim, zusammen mit dem Dechanten von Lienz und dem Pfarrherrn von Sagritz sowie einem Notar zu einer geheimen Visitation des Grabes entsandte. Am 18. Oktober 1729 wurde das Grab geöffnet, wobei nur die Knochen eines Mannes und keine Spuren der Legende wie etwa alte Dokumente oder Getreideähren gefunden wurden. Nach diesen Befunden veröffentlichte das Salzburger Consortium am 27. November 1729 eine Endresolution, die zum Beschluss kam, dass es keine Zeichen gebe, die für die Selig- oder gar Heiligsprechung sprächen. Die Bewohner kämpften aber weiter um die Anerkennung von Briccius. In der Folge kam es immer wieder zu vermeintlichen Wundern bei Heiligenblut. So wurden etwa nach dem Traum einer Bäuerin drei Ähren in einem Kästchen am Hochaltar gefunden. Das letzte zu datierende Ansuchen um die Heiligsprechung stammt aus dem Jahr 1739. Alle Ansuchen wurden aber abgelehnt.

## Verehrungsorte und Darstellungen

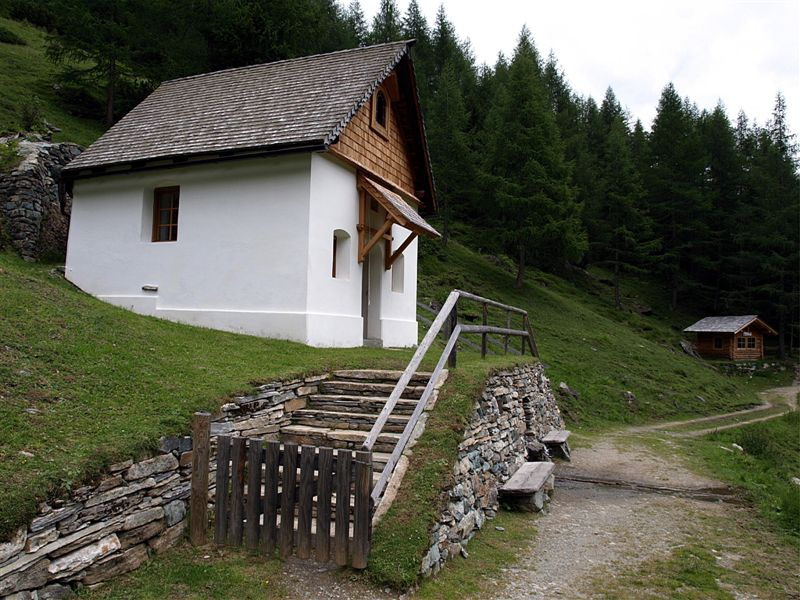
Bei der Bricciuskapelle soll der Leichnam des Briccius im Schnee gefunden worden sein.

Die Grabstätte von Briccius sowie das Heilige Blut waren in den nachfolgenden Jahren aber weiterhin Ziel von zahlreichen Wallfahrten, obwohl die Heiligsprechung abgelehnt worden war. Er wurde vor allem als Patron der Soldaten sowie der Pilger und Reisenden verehrt. In der Unterkirche von Heiligenblut befindet sich der Sarg des Briccius, auf dem eine hölzerne Statue des Patrons liegt. Seine Legende wird in 14 großen Bildern an den Wänden der Pfarrkirche dargestellt. Weitere Darstellungen von ihm findet man unter anderem auf dem Veronikaaltar in der Pfarrkirche sowie auf Votivbildern in der Bricciuskapelle. Unter der Kapelle liegt die Bricciusquelle, deren Wasser Heilkräfte nachgesagt werden.